# Haplopsecas annulipes
Haplopsecas annulipes là một loài nhện trong họ Salticidae. Chúng thuộc chi đơn loài Haplopsecas, được Lodovico di Caporiacco miêu tả năm 1955.